# Orleans (Vermont)
Pour les articles homonymes, voir Orléans (homonymie).
Orleans est un village du secteur Nord-Ouest de Barton, situé dans le comté d'Orleans, dans l'État du Vermont, aux États-Unis. La population recensée était de 826 au recensement de 2000 ; il est le plus grand village dans le comté d'Orleans)
Il est situé non loin de la frontière avec le Québec et de la ville principale de Newport.

## Histoire
En 1820, Roger Enos a acheté des terres dans la région de Ira Allen, qui avait bénéficié initialement de subventions pour s'établir dans la région et qui pourrait avoir acheté cette parcelle à Herman Allen. L'endroit a été nommé "Barton Landing", évoquant le fait que ce fut le premier lieu où les produits de l'artisanat pouvaient être chargés en toute sécurité pour le transport par eau afin de descendre la rivière Barton (Vermont) jusqu'au lac Memphrémagog. Cet endroit était situé à la confluence de la rivière Willoughby et de la rivière Barton (Vermont) dont le niveau d'eau permettait la circulation régulière des embarcations.
En 1833, la maison Valley est construite avec une partie restaurant et une partie taverne. En 1875, une auberge de vingt chambres est bâtie. En 1998, le bâtiment a été détruit par un incendie.
Le chemin de fer atteint la ville en 1859-1860. Les accidents de chemin de fer n'étaient pas rares. Le 9 novembre 1909, un membre d'équipage a été tué dans une collision frontale entre deux locomotives, juste au nord de l'intersection de la voie ferrée avec Main Street Près du même lieu, le 12 mars 1913, une autre collision frontale a tué un membre de l'équipage
En 1908, la ville prend le nom du comté et devient Orléans par vote populaire.
À la fin des années 1970, les gouvernements fédéraux et de l'État décrètent l'arrêt du déversement des eaux usées du village dans la rivière Barton (Vermont). La nouvelle usine de traitement des eaux usées d'Orléans a coûté 2,8 millions de dollars, dont 90 % a été payé par les gouvernements provinciaux et fédéral. Le village a été en mesure de déconnecter ses vieux égouts pluviaux du système d'égouts sanitaires.
En 1999, l'usine locale Ethan Allen employait 600 travailleurs. Ce niveau d'emploi a chuté sensiblement dans le XXIe siècle

## Démographie
| Groupe            | Orleans | Vermont | États-Unis |
| ----------------- | ------- | ------- | ---------- |
| Blancs            | 94,0    | 95,3    | 72,4       |
| Métis             | 3,8     | 1,7     | 2,9        |
| Afro-Américains   | 1,5     | 1,0     | 12,6       |
| Asiatiques        | 0,5     | 1,3     | 4,8        |
| Amérindiens       | 0,2     | 0,4     | 0,9        |
| Autres            | 0       | 0,4     | 6,4        |
| Total             | 100     | 100     | 100        |
|                   |         |         |            |
| Latino-Américains | 2,1     | 1,5     | 17,37      |

Selon l'American Community Survey, pour la période 2011-2015, 96,73 % de la population âgée de plus de 5 ans déclare parler l'anglais à la maison, 2,73 % le français et 0,55 % une autre langue.

## Économie

### Revenu personnel
Le revenu médian par ménage dans le village était 26 131 $, et le revenu médian pour une famille était 34,583 $. Les hommes avaient un revenu médian de 25 789 $ comparativement à 21 750 $ pour les femmes. Le revenu par habitant pour le village était 15 318 $. Par ailleurs, 11,6 % des familles et 12,3 % de la population étaient déclarées vivre en dessous du seuil de pauvreté, y compris 13,2 % des personnes de moins de 18 ans et 12,5 % des personnes de 65 ans ou plus.

### Industrie
Ethan Allen Manufacturing emploie environ 325 travailleurs sur place,. En 2005, l'usine, située sur 85 acre a été évaluée à 7 048 200 $.

### Médias
Christian Ministries possède la station de radio W243AE qui diffuse sur Orléans sur 96.5 FM.

### Électricité
Orléans exploite son propre département électrique qui, en dehors de servir le village et celui de Barton, fournit également l'alimentation des parties du territoire comme l'Ouest et l'Est de Brownington Irasburg, pour un total de 665 clients.

## Culture
Orléans possède une bibliothèque qui est ouverte 28 heures par semaine sur quatre jours. Cette bibliothèque est gérée par une société à but non lucratif. Le service est dispensé par un bibliothécaire à un temps partiel et des aides bénévoles. La bibliothèque est unique dans le comté ayant bénéficié d'un legs particulier d'une succession qui servit aussi à construire le bâtiment.

## Éducation
L'école primaire a été reconnue en 2008 comme étant une des dix écoles les « plus améliorées » de l'État. La qualité de son enseignement lui a permis de dépasser les moyennes de l'État dans chaque catégorie selon le test standardisé NECAP (en) et elle était la seule école dans la région à se qualifier.

## Transport

### Le secteur routier
L'ouverture de l'autoroute au nord le 9 novembre 1972 et l'ouverture au sud en 1978 ont eu un impact significatif dans la ville, comparable à celle du chemin de fer un siècle plus tôt
- Interstate 91 - village Barton en direction du sud, Derby vers le nord.
- U.S. Route 5 - Barton village, en direction sud, à Coventry, en direction nord
- Vermont Route 58 - Pour Irasburg en direction ouest et de Westmore en direction est.

Pendant les vacances scolaires d'avril depuis au moins 1983, le village embauche, sur une journée, les enfants des écoles pour nettoyer les rues du village dans le cadre du ménage de printemps

### Les ponts
- Le projet de restauration du pont Willoughby a coûté 1,6 million $ dont une participation du village de 10 %. Ce projet était en 2007, le plus cher de l'année, dans le comté d'Orleans[18]

### Transport public et privé
Bus service Vermont Transit Services Orleans